# Siódmy krzyż (powieść)
Siódmy krzyż (niem. Das siebte Kreuz) – powieść niemieckiej pisarki Anny Seghers wydana w 1942 roku.
W 1944 roku odbyła się premiera ekranizacji tej powieści, którą wyreżyserował amerykański filmowiec Fred Zinnemann.

## Opis fabuły
Akcja książki rozgrywa się w Niemczech w 1937. Jest to historia elit niemieckich nie przewidujących skutków spełnienia się idei Adolfa Hitlera w rzeczywistości. Utwór zawiera krytykę państwa uniformizacyjnego, przedstawiając m.in. historię uciekinierów z obozu koncentracyjnego w Westhofen.

## Ekranizacja
Na kanwie książki nakręcono amerykański film Siódmy krzyż (The Seventh Cross, 1944) w reżyserii Freda Zinnemanna. 

## Inspiracje
Z inspiracji tą książką powstał także utwór „The Seventh Cross” niemieckiego zespołu Heaven Shall Burn zawarty na albumie-splicie The Split Program I, wydanym wspólnie z grupą Caliban w 2000 roku.